# Katarzyna Bujakiewicz
Katarzyna Aleksandra Bujakiewicz (ur. 28 września 1972 w Poznaniu) – polska aktorka teatralna i filmowa, a także działaczka samorządowa.

## Życiorys
Maturę zdała w I Liceum Ogólnokształcącym im. Karola Marcinkowskiego w Poznaniu. Ukończyła następnie studia na Wydziale Aktorskim we Wrocławiu Państwowej Wyższej Szkoły Teatralnej im. Ludwika Solskiego w Krakowie (1995). Spektakle dyplomowe zagrała w Teatrze Nowym w Poznaniu oraz Teatrze Współczesnym w Szczecinie. Angaż w Teatrze Współczesnym w Szczecinie otrzymała zaraz po ukończeniu studiów, grała w nim do 2003. Przeszła następnie do Teatru Polskiego w Poznaniu.
W produkcjach filmowych debiutowała na początku lat 90. Występowała m.in. w filmach Stara Baśń, Rh+ i serialach Na dobre i na złe, Magda M. oraz Lekarze. Była gościem programów Szymon Majewski Show, Mamy Cię! i Kuba Wojewódzki. W 1999 za rolę w Kochaj i rób co chcesz otrzymała nagrodę specjalną Przeglądu Filmowego Prowincjonalia dla najlepszej aktorki drugoplanowej.
Wystąpiła w teledyskach „Aniele” Meza oraz „Na spidzie” grupy Ascetoholix. Wraz z Verbą nagrała piosenkę „Chłodny deszcz”, w której wystąpiła w refrenie. Zaśpiewała piosenkę „Szalona gra” na soundtracku do Kochaj i rób co chcesz. W latach 2015–2016 była jednym z jurorów programu Mali Giganci.
W wyborach samorządowych w 2014 została wybrana na radną Sejmiku Województwa Wielkopolskiego z ramienia Komitetu Wyborczego Wyborców Teraz Wielkopolska zorganizowanego przez Ryszarda Grobelnego, jednakże zrzekła się mandatu kilka tygodni później.

## Życie prywatne
W 2018 zawarła związek małżeński z Piotrem Maruszewskim, z którym ma córkę Aleksandrę.

## Filmografia
- Mama – Nic (1992) jako modelka
- Jakub (1993) jako kasjerka w sklepie
- Maszyna zmian (1995) jako kasjerka w sklepie zabawkarskim
- Kochaj i rób co chcesz (1997) jako Samanti, gwiazda disco polo
- Sława i chwała (1997) jako Kasia, służąca w Pustych Łąkach
- Na dobre i na złe (2000) jako pielęgniarka Marta Kozioł
- Pucuś (2000) jako Mariola
- Nie ma zmiłuj (2000) jako Aneta Pierzchała
- Twarze i maski (2000) jako Sabina Zielińska, kochanka Kujawy
- Poranek kojota (2001) jako blondyna przy barze
- Stacja (2001) jako Dorota Samosiuk
- Inferno (2001) jako Inga „Inez”
- Marzenia do spełnienia (2001) jako Mariola, znajoma Zdzisia
- Rób swoje, ryzyko jest twoje (2002) jako Zuza Michalska
- Warszawa (2003) jako Malina
- Zróbmy sobie wnuka (2003) jako Krysia Tuchałowa, siostrzenica Koselów
- Stara baśń – kiedy słońce było bogiem (2003) jako Mila
- Stara baśń (2004) jako Mila
- Nigdy w życiu! (2004) jako Dziunia
- Rh+ (2005) jako Agata
- Gwiazdy w czerni (2005) jako Barmanka
- Magda M. (2005) jako Mariola Adamska-Płaska
- Niania (2007) jako Czesława, kierowca taxi
- Nie kłam kochanie (2008) jako Iza
- Listy do M. (2011) jako Larwa
- Lekarze (2012) jako Sylwia Matysik
- Lekarze po godzinach (2013) jako Sylwia Matysik
- Lekarze nocą (2014) jako Sylwia Matysik
- Kolekcja sukienek (2015) jako Agnieszka
- Listy do M. 2 (2015) jako Larwa
- Planeta singli (2016) jako Maria, siostra Antoniego
- Ojciec Mateusz (2018) jako Aniela Borsuk, przyjaciółka Morusa
- Plagi Breslau (2018) jako żona „Bronsona”
- Mały Grand Hotel (2019) jako pokojówka Barbara
- Gdzie diabeł nie może, tam baby pośle 2 (2023) jako ondulowana sędzia<
- Idź przodem, bracie (2024) jako Baśka Maćkowiak